# Bunzac
Bunzac (en francès i occità) és un municipi francès situat al departament del Charente i a la regió de la Nova Aquitània. L'any 2007 tenia 426 habitants.

## Demografia

### Població
El 2007 la població de fet de Bunzac era de 426 persones. Hi havia 168 famílies de les quals 32 eren unipersonals (16 homes vivint sols i 16 dones vivint soles), 68 parelles sense fills, 60 parelles amb fills i 8 famílies monoparentals amb fills.
La població ha evolucionat segons el següent gràfic:
Habitants censats

### Habitatges
El 2007 hi havia 185 habitatges, 170 eren l'habitatge principal de la família, 13 eren segones residències i 2 estaven desocupats. 181 eren cases i 4 eren apartaments. Dels 170 habitatges principals, 127 estaven ocupats pels seus propietaris, 41 estaven llogats i ocupats pels llogaters i 2 estaven cedits a títol gratuït; 8 tenien dues cambres, 26 en tenien tres, 48 en tenien quatre i 88 en tenien cinc o més. 137 habitatges disposaven pel capbaix d'una plaça de pàrquing. A 68 habitatges hi havia un automòbil i a 94 n'hi havia dos o més.

### Piràmide de població
La piràmide de població per edats i sexe el 2009 era:
| Homes | Edats   | Dones |
| ----- | ------- | ----- |
| 0     | 95 o +  | 0     |
| 0     | 90 a 94 | 0     |
| 0     | 85 a 89 | 0     |
| 0     | 80 a 84 | 8     |
| 8     | 75 a 79 | 16    |
| 12    | 70 a 74 | 8     |
| 12    | 65 a 69 | 8     |
| 4     | 60 a 64 | 12    |
| 8     | 55 a 59 | 0     |
| 0     | 50 a 54 | 4     |
| 24    | 45 a 49 | 20    |
| 8     | 40 a 44 | 8     |
| 8     | 35 a 39 | 12    |
| 12    | 30 a 34 | 12    |
| 16    | 25 a 29 | 16    |
| 20    | 20 a 24 | 12    |
| 4     | 15 a 19 | 4     |
| 8     | 10 a 14 | 12    |
| 0     | 5 a 9   | 8     |
| 8     | 0 a 4   | 8     |

## Economia
El 2007 la població en edat de treballar era de 289 persones, 218 eren actives i 71 eren inactives. De les 218 persones actives 199 estaven ocupades (112 homes i 87 dones) i 19 estaven aturades (9 homes i 10 dones). De les 71 persones inactives 25 estaven jubilades, 25 estaven estudiant i 21 estaven classificades com a «altres inactius».

### Ingressos
El 2009 a Bunzac hi havia 182 unitats fiscals que integraven 472,5 persones, la mediana anual d'ingressos fiscals per persona era de 17.543 €.

### Activitats econòmiques
Dels 10 establiments que hi havia el 2007, 3 eren d'empreses de construcció, 1 d'una empresa de comerç i reparació d'automòbils, 1 d'una empresa de transport, 1 d'una empresa d'hostatgeria i restauració i 4 d'empreses de serveis.
Dels 3 establiments de servei als particulars que hi havia el 2009, 2 eren paletes i 1 lampisteria.
L'any 2000 a Bunzac hi havia 19 explotacions agrícoles que ocupaven un total de 505 hectàrees.

## Equipaments sanitaris i escolars
El 2009 hi havia una escola elemental integrada dins d'un grup escolar amb les comunes properes formant una escola dispersa.

## Poblacions més properes
El següent diagrama mostra les poblacions més properes.